# Pasheu Beutong
Pasheu Beutong is een bestuurslaag in het regentschap Aceh Besar van de provincie Atjeh, Indonesië. Pasheu Beutong telt 873 inwoners (volkstelling 2010).